# Angelyne
Pour les articles ayant des titres homophones, voir Angeline (homonymie).
Angelyne, née Ronia Tamar Goldberg le 2 octobre 1950 en Pologne, est une chanteuse, actrice, personnalité et mannequin américaine qui est devenue célèbre en 1984 après être apparue dans une position suggestive sur une série de panneaux publicitaires à Los Angeles, en Californie (États-Unis), dont le seul texte était « Angelyne ». Ceux-ci attirèrent l'attention des médias locaux et elle reçut ensuite des offres pour des rôles au cinéma, des interviews dans des magazines et des apparitions dans des émissions de télévision. Ses panneaux publicitaires ont été représentés dans un certain nombre de films et de séries télévisées, notamment le générique d'ouverture de la série Clair de lune, et parodiés dans d’autres séries telles que Les Simpson, Futurama et BoJack Horseman. 
En 1978, elle rejoint le groupe de punk rock de son petit ami d’alors, Baby Blue, qui se produit dans des clubs de Los Angeles sans réussir financièrement. En 1982, elle sort son premier album éponyme, et ses premières affiches apparaissent dans le cadre de la promotion de l’album. Après le lancement d'une campagne d'affichage massive en février 1984, elle commence à travailler sur son deuxième album, Driven to Fantasy, sorti en 1986. Angelyne fait ensuite de petites apparitions dans des films tels que Objectif Terrienne (1988), Dangerous Love (1988) et Voyageurs sans permis (1989). 
En 2003, Angelyne devient candidate aux scrutins de rappel du gouverneur de Californie, terminant 28e sur 135 candidats (recueillant 2 536 voix). Angelyne est également artiste-peintre ; sa véritable identité n’a été publiquement révélée qu’en 2017. 

## Biographie
Ronia Tamar Goldberg naît le 2 octobre 1950. En 1978, elle rejoint le groupe de son petit ami d’alors, Baby Blue. Ils jouent dans des clubs locaux à Los Angeles, et font une fois l'ouverture de The Screamers au Whisky a Go Go, conjointement avec les Rubber City Rebels. En 1978, ils sortent un single, Rock n 'Roll Rebel, ayant pour face B Fantasy Man. Seuls 1 000 exemplaires du disque sont réalisés et distribués en Angleterre. 
Le groupe recevant peu d’attention, ils décident de le promouvoir en publiant une photo de Goldberg un peu partout dans la ville. En 1979, le single Too Much to Touch sort en utilisant le pseudonyme « Angelyne », et est également promu par des affiches et des flyers. En 1982, Angelyne sort un premier album éponyme avec le label indépendant Erika Records. Le picture-disc contient 11 chansons, dont deux versions de Sexy Stranger, reprises du tube Teddy Bear d’Elvis Presley, et un single mis en avant, Kiss Me LA. L’album est promu par une autre série d’affiches sur des abribus. En juillet 1983, Erika Records sort un autre single d'Angelyne, My List, accompagné d'un clip. 
D’après Angelyne, elle rencontre le riche entrepreneur de rubans sans adhésif Hugo Maisnik en 1982. Maisnik possède alors une entreprise d’impression d’affichages à Los Angeles. Décrit comme « très excentrique » et « farceur ennuyé », Maisnik voit un potentiel dans l'utilisation de l’image d’Angelyne. En février 1984, le premier panneau d'affichage d’Angelyne proclamant « Angelyne Rocks » (« Angelyne déchire ») est installé sur Sunset Boulevard. La fille de Maisnik, Katherine Saltzberg, écrit plus tard la pièce pour une seule actrice Los Angelyne, sur son expérience de grandir à l’ombre des panneaux d’affichage d’Angelyne. 
En 1986, Angelyne sort son deuxième album, Driven to Fantasy, sur son propre label, Pink Kitten. Une réédition améliorée de l’album en vinyle rose est publiée plus tard en Italie. En juin 1987, une peinture murale de 26 mètres de haut représentant Angelyne est réalisée sur le côté d’un immeuble à Hollywood and Vine. L’oeuvre de 22 000 $ aurait été financée par son manager. La même année, son amie Nina Hagen lui obtient un enregistrement avec Michael « Doc » Dosco, qui avait auparavant travaillé avec Hagen sur son album In Ekstase. Il écrit et produit plusieurs chansons pour Angelyne, dont Animal Attraction, qui est plus tard utilisée dans le film Objectif Terrienne de Julien Temple, où Angelyne apparaît en caméo. Le single sort en 1988 avec des remix du producteur italien Pino Toma. Hagen mentionne Angelyne dans sa chanson Super Freak Family, et sa voix peut être entendue dans la chanson Pillow Talk. 
En 1995, Robinson Devor réalise un documentaire en noir et blanc intitulé Angelyne. À cette époque, Angelyne a plus de 200 panneaux d’affichage dans tout Los Angeles. En 1997, Angelyne lance son site Web où elle propose des visites autour d’Hollywood et de Sunset Boulevard. Dan Kapelovitz, qui a également travaillé sur son EP Beauty & the Pink, réalise le film expérimental The Angelyne Dream Experience, sorti en 1998. Le court métrage met en scène Angelyne avec des éléments psychédéliques, conduisant dans les rues de Los Angeles, saluant ses fans et parlant d'une expérience de hors-corps. La même année, Angelyne commence à peindre des autoportraits ;  elle exposera ensuite plusieurs fois à Los Angeles. 
Après avoir été candidate au conseil municipal d’Hollywood en 2002 dans le cas où le quartier devait se séparer de Los Angeles, elle se présente en 2003 pour être gouverneuse de Californie. Elle termine 28e sur 135 candidats, recueillant 2 536 voix. Son slogan de campagne est « We've had Gray, we've had Brown, now it's time for some blond and pink » (« Nous avons eu du Gris (en référence à Gray Davis), nous avons eu du Brun (en référence à Jerry Brown), l est temps maintenant d’avoir un peu plus de blond et de rose »),. 
En juillet 2013, Angelyne signe un contrat avec le designer Michael Kuluva pour avoir son visage sur un t-shirt en édition limitée pour la ligne de vêtements de celui-ci, Tumbler et Tipsy. 
Une mini-série basée sur la vie d’Angelyne est sortie le 19 mai 2022 sur le service de streaming américain Peacock, avec l’actrice Emmy Rossum pour jouer le rôle titre. Angelyne est une des productrices exécutives.

## Identité et vie personnelle
L’identité d’Angelyne ainsi que ses origines sont devenus publics dans un article de Gary Baum publié en 2017 dans The Hollywood Reporter. Il cite des documents publics révélant qu’Angelyne est née Ronia Tamar Goldberg, en Pologne. Ses parents sont des survivants du génocide juif qui, après avoir été libérés des camps de concentration nazis de Skarżysko-Kamienna, sont retournés en Pologne d’après-guerre et se sont ensuite installés en Israël, avant de finalement immigrer aux États-Unis, dans le district de Fairfax à Los Angeles. Goldberg a étudié au lycée James Monroe et a été brièvement mariée. 

## Discographie

### Albums
- 1982 : Angelyne
- 1986 : Driven to Fantasy
- 2000 : Beauty & the Pink

### Singles
- 1978 : Rock n' Roll Rebel / Fantasy Man
- 1979 : Too Much to Touch / Mystified
- 1981 : Too Much to Touch / Emotional
- 1982 : Kiss Me L.A.
- 1983 : My List / Skin Tight
- 1986 : Flirt / Dreamin' About You
- 1988 : Animal Attraction
- 2003 : I'm So Lucky
- 2017 : Heart
- 2017 : Sexy Heart

## Filmographie

### Cinéma
- 1974 : Phantom of the Paradise, de Brian De Palma : chanteuse en audition (non créditée)
- 1975 : The Wild Party, de James Ivory : figurante (non créditée)
- 1977 : Can I Do It... 'Til I Need Glasses?, d’I. Robert Levy : Little Red Riding Hood
- 1979 : Le Rabbin au Far West, de Robert Aldrich : une femme (non créditée)
- 1988 : Objectif Terrienne, de Julien Temple : Gas Girl
- 1988 : Dangerous Love, de Marty Ollstein : Josie
- 1989 : Hardcase and Fist, de Tony Zarrindast (en) : danceuse de Sly Fox
- 1989 : Voyageurs sans permis, de Andreï Kontchalovski : Blonde
- 1991 : The Malibu Beach Vampires, de Francis Creighton : imitatrice de Barbara Bush
- 1998 : Wild Horses, de Soleil Moon Frye et Meeno Peluce (en)
- 1999 : The Underground Comedy Movie, de Vince Offer : elle-même
- 2000 : Flies on Cupid, de Morgan Daniel : une randonneuse
- 2013 : Running Wild, de Melanie Shaw : elle-même
- 2017 : The Disaster Artist, de James Franco : Angelyne

### Télévision
- 1983 : Thicke of the Night
- 1985 : The Tube
- 1987 : Truth or Consequences
- 1987 : Tommy's Hollywood Report
- 1991 : Up All Night
- 1994 : Hollywood Women
- 1995 : Angelyne
- 1996 : Boulevard of Dreams
- 1999 : Nina Hagen = Punk + Glory
- 2002 : Cleavage
- 2012 : Alaska y Mario

### Clips musicaux
- 1981 : « I Can Take Care of Myself », de Billy Vera
- 1985 : « Jimmy Mack », de Sheena Easton
- 1987 : « Right on Track », de Breakfast Club
- 1989 : « This Note's for You », de Neil Young
- 1990 : « Without You », de Mötley Crüe
- 1995 : « The I.N.C. Ride », de Masta Ace Incorporated
- 2002 : « We Are All Made of Stars », de Moby
- 2014 : « Pink Christmas », de Slink
- 2015 : « Dionysus », de Mikhail Tank[18]
- 2015 : « Sunshine SunshinSanta Claus », de Nikki & Candy
- 2015 : « Mirror Mountain », de Mini Mansions
- 2017 : « Give Up The Wheel », de Stray Echo
- 2019 : « Cell », de Fukushima Daisies
- 2020 : « Running Red Lights », de The Avalanches

### Apparences sur des affiches
- 1986 : Moonlighting (série télévisée)
- 1989 : Tax Season
- 1991 : Another You
- 1992 : Where the Day Takes You
- 1994 : Jimmy Hollywood
- 1995 : Get Shorty
- 1996 : The Fan
- 1997 : Volcano
- 1999 : 8mm
- 2004 : Le Jour d'après
- 2009 : Notorious
- 2012 : Rock of Ages
- 2013 : Ma vie avec Liberace, de Steven Soderbergh
- 2015 : Terminator Genisys, d’Alan Taylor